# Stenocercus simonsii
Stenocercus simonsii — вид ігуаноподібних ящірок родини Tropiduridae. Ендемік Еквадору.

## Поширення і екологія
Stenocercus simonsii мешкають в Еквадорських Андах, в провінціях Асуай, Лоха і Самора-Чинчипе, зокрема у верхній долині річки Хубонес. Вони живуть в сухих тропічних лісах, серед скель і кам'янистих схилів, на висоті від 2240 до 2522 м над рівнем моря.

## Збереження
МСОП класифікує цей вид як такий, що перебуває під загрозою зникнення. Stenocercus simonsii загрожує знищення природного середовища.